# Nulle
|   | a                                                                                      | b                                                                                      | c                                                                                      | d                                                                                      | e                                                                                      | f                                                                                      | g                                                                                      | h                                                                                      |   |
| 8 | Roi noir sur case noire f8 · Roi blanc sur case noire b4 · Fou blanc sur case noire e3 | Roi noir sur case noire f8 · Roi blanc sur case noire b4 · Fou blanc sur case noire e3 | Roi noir sur case noire f8 · Roi blanc sur case noire b4 · Fou blanc sur case noire e3 | Roi noir sur case noire f8 · Roi blanc sur case noire b4 · Fou blanc sur case noire e3 | Roi noir sur case noire f8 · Roi blanc sur case noire b4 · Fou blanc sur case noire e3 | Roi noir sur case noire f8 · Roi blanc sur case noire b4 · Fou blanc sur case noire e3 | Roi noir sur case noire f8 · Roi blanc sur case noire b4 · Fou blanc sur case noire e3 | Roi noir sur case noire f8 · Roi blanc sur case noire b4 · Fou blanc sur case noire e3 | 8 |
| 7 | Roi noir sur case noire f8 · Roi blanc sur case noire b4 · Fou blanc sur case noire e3 | Roi noir sur case noire f8 · Roi blanc sur case noire b4 · Fou blanc sur case noire e3 | Roi noir sur case noire f8 · Roi blanc sur case noire b4 · Fou blanc sur case noire e3 | Roi noir sur case noire f8 · Roi blanc sur case noire b4 · Fou blanc sur case noire e3 | Roi noir sur case noire f8 · Roi blanc sur case noire b4 · Fou blanc sur case noire e3 | Roi noir sur case noire f8 · Roi blanc sur case noire b4 · Fou blanc sur case noire e3 | Roi noir sur case noire f8 · Roi blanc sur case noire b4 · Fou blanc sur case noire e3 | Roi noir sur case noire f8 · Roi blanc sur case noire b4 · Fou blanc sur case noire e3 | 7 |
| 6 | Roi noir sur case noire f8 · Roi blanc sur case noire b4 · Fou blanc sur case noire e3 | Roi noir sur case noire f8 · Roi blanc sur case noire b4 · Fou blanc sur case noire e3 | Roi noir sur case noire f8 · Roi blanc sur case noire b4 · Fou blanc sur case noire e3 | Roi noir sur case noire f8 · Roi blanc sur case noire b4 · Fou blanc sur case noire e3 | Roi noir sur case noire f8 · Roi blanc sur case noire b4 · Fou blanc sur case noire e3 | Roi noir sur case noire f8 · Roi blanc sur case noire b4 · Fou blanc sur case noire e3 | Roi noir sur case noire f8 · Roi blanc sur case noire b4 · Fou blanc sur case noire e3 | Roi noir sur case noire f8 · Roi blanc sur case noire b4 · Fou blanc sur case noire e3 | 6 |
| 5 | Roi noir sur case noire f8 · Roi blanc sur case noire b4 · Fou blanc sur case noire e3 | Roi noir sur case noire f8 · Roi blanc sur case noire b4 · Fou blanc sur case noire e3 | Roi noir sur case noire f8 · Roi blanc sur case noire b4 · Fou blanc sur case noire e3 | Roi noir sur case noire f8 · Roi blanc sur case noire b4 · Fou blanc sur case noire e3 | Roi noir sur case noire f8 · Roi blanc sur case noire b4 · Fou blanc sur case noire e3 | Roi noir sur case noire f8 · Roi blanc sur case noire b4 · Fou blanc sur case noire e3 | Roi noir sur case noire f8 · Roi blanc sur case noire b4 · Fou blanc sur case noire e3 | Roi noir sur case noire f8 · Roi blanc sur case noire b4 · Fou blanc sur case noire e3 | 5 |
| 4 | Roi noir sur case noire f8 · Roi blanc sur case noire b4 · Fou blanc sur case noire e3 | Roi noir sur case noire f8 · Roi blanc sur case noire b4 · Fou blanc sur case noire e3 | Roi noir sur case noire f8 · Roi blanc sur case noire b4 · Fou blanc sur case noire e3 | Roi noir sur case noire f8 · Roi blanc sur case noire b4 · Fou blanc sur case noire e3 | Roi noir sur case noire f8 · Roi blanc sur case noire b4 · Fou blanc sur case noire e3 | Roi noir sur case noire f8 · Roi blanc sur case noire b4 · Fou blanc sur case noire e3 | Roi noir sur case noire f8 · Roi blanc sur case noire b4 · Fou blanc sur case noire e3 | Roi noir sur case noire f8 · Roi blanc sur case noire b4 · Fou blanc sur case noire e3 | 4 |
| 3 | Roi noir sur case noire f8 · Roi blanc sur case noire b4 · Fou blanc sur case noire e3 | Roi noir sur case noire f8 · Roi blanc sur case noire b4 · Fou blanc sur case noire e3 | Roi noir sur case noire f8 · Roi blanc sur case noire b4 · Fou blanc sur case noire e3 | Roi noir sur case noire f8 · Roi blanc sur case noire b4 · Fou blanc sur case noire e3 | Roi noir sur case noire f8 · Roi blanc sur case noire b4 · Fou blanc sur case noire e3 | Roi noir sur case noire f8 · Roi blanc sur case noire b4 · Fou blanc sur case noire e3 | Roi noir sur case noire f8 · Roi blanc sur case noire b4 · Fou blanc sur case noire e3 | Roi noir sur case noire f8 · Roi blanc sur case noire b4 · Fou blanc sur case noire e3 | 3 |
| 2 | Roi noir sur case noire f8 · Roi blanc sur case noire b4 · Fou blanc sur case noire e3 | Roi noir sur case noire f8 · Roi blanc sur case noire b4 · Fou blanc sur case noire e3 | Roi noir sur case noire f8 · Roi blanc sur case noire b4 · Fou blanc sur case noire e3 | Roi noir sur case noire f8 · Roi blanc sur case noire b4 · Fou blanc sur case noire e3 | Roi noir sur case noire f8 · Roi blanc sur case noire b4 · Fou blanc sur case noire e3 | Roi noir sur case noire f8 · Roi blanc sur case noire b4 · Fou blanc sur case noire e3 | Roi noir sur case noire f8 · Roi blanc sur case noire b4 · Fou blanc sur case noire e3 | Roi noir sur case noire f8 · Roi blanc sur case noire b4 · Fou blanc sur case noire e3 | 2 |
| 1 | Roi noir sur case noire f8 · Roi blanc sur case noire b4 · Fou blanc sur case noire e3 | Roi noir sur case noire f8 · Roi blanc sur case noire b4 · Fou blanc sur case noire e3 | Roi noir sur case noire f8 · Roi blanc sur case noire b4 · Fou blanc sur case noire e3 | Roi noir sur case noire f8 · Roi blanc sur case noire b4 · Fou blanc sur case noire e3 | Roi noir sur case noire f8 · Roi blanc sur case noire b4 · Fou blanc sur case noire e3 | Roi noir sur case noire f8 · Roi blanc sur case noire b4 · Fou blanc sur case noire e3 | Roi noir sur case noire f8 · Roi blanc sur case noire b4 · Fou blanc sur case noire e3 | Roi noir sur case noire f8 · Roi blanc sur case noire b4 · Fou blanc sur case noire e3 | 1 |
|   | a                                                                                      | b                                                                                      | c                                                                                      | d                                                                                      | e                                                                                      | f                                                                                      | g                                                                                      | h                                                                                      |   |

Dans le monde du jeu échecs, la nulle (aussi appelée partie nulle, match nul ou le nul) est l'une des issues possibles d'une partie quand il n'y a pas de victoire du camp Blanc ou Noir. La « nulle » est alors synonyme d’ex æquo. Dans les tournois d'échecs où une victoire compte pour un point et une défaite zéro, la nulle vaut habituellement un demi-point.
Dans les parties d'échecs jouées au plus haut niveau, la nulle est souvent le résultat le plus probable : en se basant sur une collection de 22 000 parties publiées dans The Week in Chess entre 1999 et 2002 par des joueurs avec un classement Elo de la Fédération internationale des échecs (FIDE) de plus de 2500 points (soit des grands maîtres internationaux), 55 % des parties étaient des nulles.
Une grande proportion des parties entre programmes d'échecs sont également des nulles.

## L'avantage du trait initial
On pense généralement qu'avec un jeu parfait, la partie se termine toujours par la nulle. Une des raisons pour cela est qu'un avantage de pion pour un des joueurs est souvent suffisant pour gagner, mais pas toujours. Par exemple, une finale roi et pion contre roi seul peut aboutir à une nulle ou une victoire en fonction de la position et du trait. Cependant, l'avantage du trait initial des Blancs est estimé à une fraction de pion, il est donc plausible qu'avec un jeu parfait de part et d'autre l'avantage des Blancs soit insuffisant pour forcer une victoire. Néanmoins, la pratique du jeu n'étant pas parfaite, le trait initial donne aux Blancs un avantage tel que les Blancs gagnent nettement plus souvent que les Noirs, même au plus haut niveau.
On dit aussi parfois que l'avantage des Blancs leur permet de faire une petite erreur et de quand même faire la nulle, et qu'il faut deux erreurs pour perdre, tandis que les Noirs, s'ils commettent une seule erreur, même minime, peuvent perdre avec un jeu précis des Blancs. C'est pour cette raison qu'une nulle est considérée comme un résultat satisfaisant pour les Noirs, et que les joueurs de haut niveau tentent de gagner avec les Blancs. À un niveau moins poussé, le taux de nulles chute : sur environ 40 000 parties entre joueurs classés entre 2300 et 2499, 45 % finissent par la nulle, et sur 22 500 parties avec des joueurs de 2100 à 2299, le taux est de 34 %. L'avantage du trait initial est moins significatif quand le niveau de jeu est plus bas, dans la mesure où des erreurs plus importantes sont commises dans la partie à cause d'un jeu moins précis de part et d'autre.

## La nulle dans le cas général
Les articles 5.2 et 9 des règles du jeu de la FIDE détaillent les différents cas de nulle :
- Le pat : si le joueur au trait ne peut exécuter aucun coup légal et n'est pas en échec, on dit qu'il est pat et la partie est nulle.
- La nulle par consentement mutuel : un joueur peut proposer la nulle à son adversaire pendant la partie. Si ce dernier accepte, la partie est nulle.
- La triple répétition de la position : si une position identique va se produire pour la troisième fois, un joueur peut réclamer la nulle en faisant appel à l'arbitre. Le demandeur note le coup de la triple répétition sur sa feuille de partie sans le jouer et réclame la nulle. L'article 9.2 précise que la position est considérée comme identique si le même joueur est au trait, que les pièces de mêmes couleurs sont aux mêmes positions et que les coups possibles sont les mêmes, notamment en ce qui concerne le roque et la prise en passant.  Si la demande de nulle n'est pas effectuée avant le coup qui amène à la répétition, le demandeur perd son droit à la nulle. Toutefois, depuis 2014, l'arbitre peut déclarer d'office la partie nulle, mais il faut que la même position soit apparue au moins cinq fois, les restrictions ci-dessus étant les mêmes.
- La règle des 50 coups : si 50 coups se sont produits sans avance de pion ni prise de pièce, la nulle peut être réclamée par un des deux joueurs. Comme pour le cas précédent, il doit être fait appel à l'arbitre pour constater la nulle, elle n'est pas automatique. L'arbitre peut toutefois, depuis 2014, déclarer la partie nulle de sa propre initiative, mais seulement une fois que 75 coups ont été joués par chaque joueur sans avance de pion ni prise ; si le 75e coup conduit au mat, ce mat est prioritaire.

|   | a | b | c | d | e | f | g | h |   |
| 8 | Fou noir sur case noire d8 · Roi noir sur case blanche g8 · Pion noir sur case noire a5 · Pion noir sur case noire c5 · Pion noir sur case noire e5 · Pion noir sur case noire g5 · Pion blanc sur case blanche a4 · Pion blanc sur case blanche c4 · Pion blanc sur case blanche e4 · Pion blanc sur case blanche g4 · Fou blanc sur case blanche e2 · Roi blanc sur case noire g1 | Fou noir sur case noire d8 · Roi noir sur case blanche g8 · Pion noir sur case noire a5 · Pion noir sur case noire c5 · Pion noir sur case noire e5 · Pion noir sur case noire g5 · Pion blanc sur case blanche a4 · Pion blanc sur case blanche c4 · Pion blanc sur case blanche e4 · Pion blanc sur case blanche g4 · Fou blanc sur case blanche e2 · Roi blanc sur case noire g1 | Fou noir sur case noire d8 · Roi noir sur case blanche g8 · Pion noir sur case noire a5 · Pion noir sur case noire c5 · Pion noir sur case noire e5 · Pion noir sur case noire g5 · Pion blanc sur case blanche a4 · Pion blanc sur case blanche c4 · Pion blanc sur case blanche e4 · Pion blanc sur case blanche g4 · Fou blanc sur case blanche e2 · Roi blanc sur case noire g1 | Fou noir sur case noire d8 · Roi noir sur case blanche g8 · Pion noir sur case noire a5 · Pion noir sur case noire c5 · Pion noir sur case noire e5 · Pion noir sur case noire g5 · Pion blanc sur case blanche a4 · Pion blanc sur case blanche c4 · Pion blanc sur case blanche e4 · Pion blanc sur case blanche g4 · Fou blanc sur case blanche e2 · Roi blanc sur case noire g1 | Fou noir sur case noire d8 · Roi noir sur case blanche g8 · Pion noir sur case noire a5 · Pion noir sur case noire c5 · Pion noir sur case noire e5 · Pion noir sur case noire g5 · Pion blanc sur case blanche a4 · Pion blanc sur case blanche c4 · Pion blanc sur case blanche e4 · Pion blanc sur case blanche g4 · Fou blanc sur case blanche e2 · Roi blanc sur case noire g1 | Fou noir sur case noire d8 · Roi noir sur case blanche g8 · Pion noir sur case noire a5 · Pion noir sur case noire c5 · Pion noir sur case noire e5 · Pion noir sur case noire g5 · Pion blanc sur case blanche a4 · Pion blanc sur case blanche c4 · Pion blanc sur case blanche e4 · Pion blanc sur case blanche g4 · Fou blanc sur case blanche e2 · Roi blanc sur case noire g1 | Fou noir sur case noire d8 · Roi noir sur case blanche g8 · Pion noir sur case noire a5 · Pion noir sur case noire c5 · Pion noir sur case noire e5 · Pion noir sur case noire g5 · Pion blanc sur case blanche a4 · Pion blanc sur case blanche c4 · Pion blanc sur case blanche e4 · Pion blanc sur case blanche g4 · Fou blanc sur case blanche e2 · Roi blanc sur case noire g1 | Fou noir sur case noire d8 · Roi noir sur case blanche g8 · Pion noir sur case noire a5 · Pion noir sur case noire c5 · Pion noir sur case noire e5 · Pion noir sur case noire g5 · Pion blanc sur case blanche a4 · Pion blanc sur case blanche c4 · Pion blanc sur case blanche e4 · Pion blanc sur case blanche g4 · Fou blanc sur case blanche e2 · Roi blanc sur case noire g1 | 8 |
| 7 | Fou noir sur case noire d8 · Roi noir sur case blanche g8 · Pion noir sur case noire a5 · Pion noir sur case noire c5 · Pion noir sur case noire e5 · Pion noir sur case noire g5 · Pion blanc sur case blanche a4 · Pion blanc sur case blanche c4 · Pion blanc sur case blanche e4 · Pion blanc sur case blanche g4 · Fou blanc sur case blanche e2 · Roi blanc sur case noire g1 | Fou noir sur case noire d8 · Roi noir sur case blanche g8 · Pion noir sur case noire a5 · Pion noir sur case noire c5 · Pion noir sur case noire e5 · Pion noir sur case noire g5 · Pion blanc sur case blanche a4 · Pion blanc sur case blanche c4 · Pion blanc sur case blanche e4 · Pion blanc sur case blanche g4 · Fou blanc sur case blanche e2 · Roi blanc sur case noire g1 | Fou noir sur case noire d8 · Roi noir sur case blanche g8 · Pion noir sur case noire a5 · Pion noir sur case noire c5 · Pion noir sur case noire e5 · Pion noir sur case noire g5 · Pion blanc sur case blanche a4 · Pion blanc sur case blanche c4 · Pion blanc sur case blanche e4 · Pion blanc sur case blanche g4 · Fou blanc sur case blanche e2 · Roi blanc sur case noire g1 | Fou noir sur case noire d8 · Roi noir sur case blanche g8 · Pion noir sur case noire a5 · Pion noir sur case noire c5 · Pion noir sur case noire e5 · Pion noir sur case noire g5 · Pion blanc sur case blanche a4 · Pion blanc sur case blanche c4 · Pion blanc sur case blanche e4 · Pion blanc sur case blanche g4 · Fou blanc sur case blanche e2 · Roi blanc sur case noire g1 | Fou noir sur case noire d8 · Roi noir sur case blanche g8 · Pion noir sur case noire a5 · Pion noir sur case noire c5 · Pion noir sur case noire e5 · Pion noir sur case noire g5 · Pion blanc sur case blanche a4 · Pion blanc sur case blanche c4 · Pion blanc sur case blanche e4 · Pion blanc sur case blanche g4 · Fou blanc sur case blanche e2 · Roi blanc sur case noire g1 | Fou noir sur case noire d8 · Roi noir sur case blanche g8 · Pion noir sur case noire a5 · Pion noir sur case noire c5 · Pion noir sur case noire e5 · Pion noir sur case noire g5 · Pion blanc sur case blanche a4 · Pion blanc sur case blanche c4 · Pion blanc sur case blanche e4 · Pion blanc sur case blanche g4 · Fou blanc sur case blanche e2 · Roi blanc sur case noire g1 | Fou noir sur case noire d8 · Roi noir sur case blanche g8 · Pion noir sur case noire a5 · Pion noir sur case noire c5 · Pion noir sur case noire e5 · Pion noir sur case noire g5 · Pion blanc sur case blanche a4 · Pion blanc sur case blanche c4 · Pion blanc sur case blanche e4 · Pion blanc sur case blanche g4 · Fou blanc sur case blanche e2 · Roi blanc sur case noire g1 | Fou noir sur case noire d8 · Roi noir sur case blanche g8 · Pion noir sur case noire a5 · Pion noir sur case noire c5 · Pion noir sur case noire e5 · Pion noir sur case noire g5 · Pion blanc sur case blanche a4 · Pion blanc sur case blanche c4 · Pion blanc sur case blanche e4 · Pion blanc sur case blanche g4 · Fou blanc sur case blanche e2 · Roi blanc sur case noire g1 | 7 |
| 6 | Fou noir sur case noire d8 · Roi noir sur case blanche g8 · Pion noir sur case noire a5 · Pion noir sur case noire c5 · Pion noir sur case noire e5 · Pion noir sur case noire g5 · Pion blanc sur case blanche a4 · Pion blanc sur case blanche c4 · Pion blanc sur case blanche e4 · Pion blanc sur case blanche g4 · Fou blanc sur case blanche e2 · Roi blanc sur case noire g1 | Fou noir sur case noire d8 · Roi noir sur case blanche g8 · Pion noir sur case noire a5 · Pion noir sur case noire c5 · Pion noir sur case noire e5 · Pion noir sur case noire g5 · Pion blanc sur case blanche a4 · Pion blanc sur case blanche c4 · Pion blanc sur case blanche e4 · Pion blanc sur case blanche g4 · Fou blanc sur case blanche e2 · Roi blanc sur case noire g1 | Fou noir sur case noire d8 · Roi noir sur case blanche g8 · Pion noir sur case noire a5 · Pion noir sur case noire c5 · Pion noir sur case noire e5 · Pion noir sur case noire g5 · Pion blanc sur case blanche a4 · Pion blanc sur case blanche c4 · Pion blanc sur case blanche e4 · Pion blanc sur case blanche g4 · Fou blanc sur case blanche e2 · Roi blanc sur case noire g1 | Fou noir sur case noire d8 · Roi noir sur case blanche g8 · Pion noir sur case noire a5 · Pion noir sur case noire c5 · Pion noir sur case noire e5 · Pion noir sur case noire g5 · Pion blanc sur case blanche a4 · Pion blanc sur case blanche c4 · Pion blanc sur case blanche e4 · Pion blanc sur case blanche g4 · Fou blanc sur case blanche e2 · Roi blanc sur case noire g1 | Fou noir sur case noire d8 · Roi noir sur case blanche g8 · Pion noir sur case noire a5 · Pion noir sur case noire c5 · Pion noir sur case noire e5 · Pion noir sur case noire g5 · Pion blanc sur case blanche a4 · Pion blanc sur case blanche c4 · Pion blanc sur case blanche e4 · Pion blanc sur case blanche g4 · Fou blanc sur case blanche e2 · Roi blanc sur case noire g1 | Fou noir sur case noire d8 · Roi noir sur case blanche g8 · Pion noir sur case noire a5 · Pion noir sur case noire c5 · Pion noir sur case noire e5 · Pion noir sur case noire g5 · Pion blanc sur case blanche a4 · Pion blanc sur case blanche c4 · Pion blanc sur case blanche e4 · Pion blanc sur case blanche g4 · Fou blanc sur case blanche e2 · Roi blanc sur case noire g1 | Fou noir sur case noire d8 · Roi noir sur case blanche g8 · Pion noir sur case noire a5 · Pion noir sur case noire c5 · Pion noir sur case noire e5 · Pion noir sur case noire g5 · Pion blanc sur case blanche a4 · Pion blanc sur case blanche c4 · Pion blanc sur case blanche e4 · Pion blanc sur case blanche g4 · Fou blanc sur case blanche e2 · Roi blanc sur case noire g1 | Fou noir sur case noire d8 · Roi noir sur case blanche g8 · Pion noir sur case noire a5 · Pion noir sur case noire c5 · Pion noir sur case noire e5 · Pion noir sur case noire g5 · Pion blanc sur case blanche a4 · Pion blanc sur case blanche c4 · Pion blanc sur case blanche e4 · Pion blanc sur case blanche g4 · Fou blanc sur case blanche e2 · Roi blanc sur case noire g1 | 6 |
| 5 | Fou noir sur case noire d8 · Roi noir sur case blanche g8 · Pion noir sur case noire a5 · Pion noir sur case noire c5 · Pion noir sur case noire e5 · Pion noir sur case noire g5 · Pion blanc sur case blanche a4 · Pion blanc sur case blanche c4 · Pion blanc sur case blanche e4 · Pion blanc sur case blanche g4 · Fou blanc sur case blanche e2 · Roi blanc sur case noire g1 | Fou noir sur case noire d8 · Roi noir sur case blanche g8 · Pion noir sur case noire a5 · Pion noir sur case noire c5 · Pion noir sur case noire e5 · Pion noir sur case noire g5 · Pion blanc sur case blanche a4 · Pion blanc sur case blanche c4 · Pion blanc sur case blanche e4 · Pion blanc sur case blanche g4 · Fou blanc sur case blanche e2 · Roi blanc sur case noire g1 | Fou noir sur case noire d8 · Roi noir sur case blanche g8 · Pion noir sur case noire a5 · Pion noir sur case noire c5 · Pion noir sur case noire e5 · Pion noir sur case noire g5 · Pion blanc sur case blanche a4 · Pion blanc sur case blanche c4 · Pion blanc sur case blanche e4 · Pion blanc sur case blanche g4 · Fou blanc sur case blanche e2 · Roi blanc sur case noire g1 | Fou noir sur case noire d8 · Roi noir sur case blanche g8 · Pion noir sur case noire a5 · Pion noir sur case noire c5 · Pion noir sur case noire e5 · Pion noir sur case noire g5 · Pion blanc sur case blanche a4 · Pion blanc sur case blanche c4 · Pion blanc sur case blanche e4 · Pion blanc sur case blanche g4 · Fou blanc sur case blanche e2 · Roi blanc sur case noire g1 | Fou noir sur case noire d8 · Roi noir sur case blanche g8 · Pion noir sur case noire a5 · Pion noir sur case noire c5 · Pion noir sur case noire e5 · Pion noir sur case noire g5 · Pion blanc sur case blanche a4 · Pion blanc sur case blanche c4 · Pion blanc sur case blanche e4 · Pion blanc sur case blanche g4 · Fou blanc sur case blanche e2 · Roi blanc sur case noire g1 | Fou noir sur case noire d8 · Roi noir sur case blanche g8 · Pion noir sur case noire a5 · Pion noir sur case noire c5 · Pion noir sur case noire e5 · Pion noir sur case noire g5 · Pion blanc sur case blanche a4 · Pion blanc sur case blanche c4 · Pion blanc sur case blanche e4 · Pion blanc sur case blanche g4 · Fou blanc sur case blanche e2 · Roi blanc sur case noire g1 | Fou noir sur case noire d8 · Roi noir sur case blanche g8 · Pion noir sur case noire a5 · Pion noir sur case noire c5 · Pion noir sur case noire e5 · Pion noir sur case noire g5 · Pion blanc sur case blanche a4 · Pion blanc sur case blanche c4 · Pion blanc sur case blanche e4 · Pion blanc sur case blanche g4 · Fou blanc sur case blanche e2 · Roi blanc sur case noire g1 | Fou noir sur case noire d8 · Roi noir sur case blanche g8 · Pion noir sur case noire a5 · Pion noir sur case noire c5 · Pion noir sur case noire e5 · Pion noir sur case noire g5 · Pion blanc sur case blanche a4 · Pion blanc sur case blanche c4 · Pion blanc sur case blanche e4 · Pion blanc sur case blanche g4 · Fou blanc sur case blanche e2 · Roi blanc sur case noire g1 | 5 |
| 4 | Fou noir sur case noire d8 · Roi noir sur case blanche g8 · Pion noir sur case noire a5 · Pion noir sur case noire c5 · Pion noir sur case noire e5 · Pion noir sur case noire g5 · Pion blanc sur case blanche a4 · Pion blanc sur case blanche c4 · Pion blanc sur case blanche e4 · Pion blanc sur case blanche g4 · Fou blanc sur case blanche e2 · Roi blanc sur case noire g1 | Fou noir sur case noire d8 · Roi noir sur case blanche g8 · Pion noir sur case noire a5 · Pion noir sur case noire c5 · Pion noir sur case noire e5 · Pion noir sur case noire g5 · Pion blanc sur case blanche a4 · Pion blanc sur case blanche c4 · Pion blanc sur case blanche e4 · Pion blanc sur case blanche g4 · Fou blanc sur case blanche e2 · Roi blanc sur case noire g1 | Fou noir sur case noire d8 · Roi noir sur case blanche g8 · Pion noir sur case noire a5 · Pion noir sur case noire c5 · Pion noir sur case noire e5 · Pion noir sur case noire g5 · Pion blanc sur case blanche a4 · Pion blanc sur case blanche c4 · Pion blanc sur case blanche e4 · Pion blanc sur case blanche g4 · Fou blanc sur case blanche e2 · Roi blanc sur case noire g1 | Fou noir sur case noire d8 · Roi noir sur case blanche g8 · Pion noir sur case noire a5 · Pion noir sur case noire c5 · Pion noir sur case noire e5 · Pion noir sur case noire g5 · Pion blanc sur case blanche a4 · Pion blanc sur case blanche c4 · Pion blanc sur case blanche e4 · Pion blanc sur case blanche g4 · Fou blanc sur case blanche e2 · Roi blanc sur case noire g1 | Fou noir sur case noire d8 · Roi noir sur case blanche g8 · Pion noir sur case noire a5 · Pion noir sur case noire c5 · Pion noir sur case noire e5 · Pion noir sur case noire g5 · Pion blanc sur case blanche a4 · Pion blanc sur case blanche c4 · Pion blanc sur case blanche e4 · Pion blanc sur case blanche g4 · Fou blanc sur case blanche e2 · Roi blanc sur case noire g1 | Fou noir sur case noire d8 · Roi noir sur case blanche g8 · Pion noir sur case noire a5 · Pion noir sur case noire c5 · Pion noir sur case noire e5 · Pion noir sur case noire g5 · Pion blanc sur case blanche a4 · Pion blanc sur case blanche c4 · Pion blanc sur case blanche e4 · Pion blanc sur case blanche g4 · Fou blanc sur case blanche e2 · Roi blanc sur case noire g1 | Fou noir sur case noire d8 · Roi noir sur case blanche g8 · Pion noir sur case noire a5 · Pion noir sur case noire c5 · Pion noir sur case noire e5 · Pion noir sur case noire g5 · Pion blanc sur case blanche a4 · Pion blanc sur case blanche c4 · Pion blanc sur case blanche e4 · Pion blanc sur case blanche g4 · Fou blanc sur case blanche e2 · Roi blanc sur case noire g1 | Fou noir sur case noire d8 · Roi noir sur case blanche g8 · Pion noir sur case noire a5 · Pion noir sur case noire c5 · Pion noir sur case noire e5 · Pion noir sur case noire g5 · Pion blanc sur case blanche a4 · Pion blanc sur case blanche c4 · Pion blanc sur case blanche e4 · Pion blanc sur case blanche g4 · Fou blanc sur case blanche e2 · Roi blanc sur case noire g1 | 4 |
| 3 | Fou noir sur case noire d8 · Roi noir sur case blanche g8 · Pion noir sur case noire a5 · Pion noir sur case noire c5 · Pion noir sur case noire e5 · Pion noir sur case noire g5 · Pion blanc sur case blanche a4 · Pion blanc sur case blanche c4 · Pion blanc sur case blanche e4 · Pion blanc sur case blanche g4 · Fou blanc sur case blanche e2 · Roi blanc sur case noire g1 | Fou noir sur case noire d8 · Roi noir sur case blanche g8 · Pion noir sur case noire a5 · Pion noir sur case noire c5 · Pion noir sur case noire e5 · Pion noir sur case noire g5 · Pion blanc sur case blanche a4 · Pion blanc sur case blanche c4 · Pion blanc sur case blanche e4 · Pion blanc sur case blanche g4 · Fou blanc sur case blanche e2 · Roi blanc sur case noire g1 | Fou noir sur case noire d8 · Roi noir sur case blanche g8 · Pion noir sur case noire a5 · Pion noir sur case noire c5 · Pion noir sur case noire e5 · Pion noir sur case noire g5 · Pion blanc sur case blanche a4 · Pion blanc sur case blanche c4 · Pion blanc sur case blanche e4 · Pion blanc sur case blanche g4 · Fou blanc sur case blanche e2 · Roi blanc sur case noire g1 | Fou noir sur case noire d8 · Roi noir sur case blanche g8 · Pion noir sur case noire a5 · Pion noir sur case noire c5 · Pion noir sur case noire e5 · Pion noir sur case noire g5 · Pion blanc sur case blanche a4 · Pion blanc sur case blanche c4 · Pion blanc sur case blanche e4 · Pion blanc sur case blanche g4 · Fou blanc sur case blanche e2 · Roi blanc sur case noire g1 | Fou noir sur case noire d8 · Roi noir sur case blanche g8 · Pion noir sur case noire a5 · Pion noir sur case noire c5 · Pion noir sur case noire e5 · Pion noir sur case noire g5 · Pion blanc sur case blanche a4 · Pion blanc sur case blanche c4 · Pion blanc sur case blanche e4 · Pion blanc sur case blanche g4 · Fou blanc sur case blanche e2 · Roi blanc sur case noire g1 | Fou noir sur case noire d8 · Roi noir sur case blanche g8 · Pion noir sur case noire a5 · Pion noir sur case noire c5 · Pion noir sur case noire e5 · Pion noir sur case noire g5 · Pion blanc sur case blanche a4 · Pion blanc sur case blanche c4 · Pion blanc sur case blanche e4 · Pion blanc sur case blanche g4 · Fou blanc sur case blanche e2 · Roi blanc sur case noire g1 | Fou noir sur case noire d8 · Roi noir sur case blanche g8 · Pion noir sur case noire a5 · Pion noir sur case noire c5 · Pion noir sur case noire e5 · Pion noir sur case noire g5 · Pion blanc sur case blanche a4 · Pion blanc sur case blanche c4 · Pion blanc sur case blanche e4 · Pion blanc sur case blanche g4 · Fou blanc sur case blanche e2 · Roi blanc sur case noire g1 | Fou noir sur case noire d8 · Roi noir sur case blanche g8 · Pion noir sur case noire a5 · Pion noir sur case noire c5 · Pion noir sur case noire e5 · Pion noir sur case noire g5 · Pion blanc sur case blanche a4 · Pion blanc sur case blanche c4 · Pion blanc sur case blanche e4 · Pion blanc sur case blanche g4 · Fou blanc sur case blanche e2 · Roi blanc sur case noire g1 | 3 |
| 2 | Fou noir sur case noire d8 · Roi noir sur case blanche g8 · Pion noir sur case noire a5 · Pion noir sur case noire c5 · Pion noir sur case noire e5 · Pion noir sur case noire g5 · Pion blanc sur case blanche a4 · Pion blanc sur case blanche c4 · Pion blanc sur case blanche e4 · Pion blanc sur case blanche g4 · Fou blanc sur case blanche e2 · Roi blanc sur case noire g1 | Fou noir sur case noire d8 · Roi noir sur case blanche g8 · Pion noir sur case noire a5 · Pion noir sur case noire c5 · Pion noir sur case noire e5 · Pion noir sur case noire g5 · Pion blanc sur case blanche a4 · Pion blanc sur case blanche c4 · Pion blanc sur case blanche e4 · Pion blanc sur case blanche g4 · Fou blanc sur case blanche e2 · Roi blanc sur case noire g1 | Fou noir sur case noire d8 · Roi noir sur case blanche g8 · Pion noir sur case noire a5 · Pion noir sur case noire c5 · Pion noir sur case noire e5 · Pion noir sur case noire g5 · Pion blanc sur case blanche a4 · Pion blanc sur case blanche c4 · Pion blanc sur case blanche e4 · Pion blanc sur case blanche g4 · Fou blanc sur case blanche e2 · Roi blanc sur case noire g1 | Fou noir sur case noire d8 · Roi noir sur case blanche g8 · Pion noir sur case noire a5 · Pion noir sur case noire c5 · Pion noir sur case noire e5 · Pion noir sur case noire g5 · Pion blanc sur case blanche a4 · Pion blanc sur case blanche c4 · Pion blanc sur case blanche e4 · Pion blanc sur case blanche g4 · Fou blanc sur case blanche e2 · Roi blanc sur case noire g1 | Fou noir sur case noire d8 · Roi noir sur case blanche g8 · Pion noir sur case noire a5 · Pion noir sur case noire c5 · Pion noir sur case noire e5 · Pion noir sur case noire g5 · Pion blanc sur case blanche a4 · Pion blanc sur case blanche c4 · Pion blanc sur case blanche e4 · Pion blanc sur case blanche g4 · Fou blanc sur case blanche e2 · Roi blanc sur case noire g1 | Fou noir sur case noire d8 · Roi noir sur case blanche g8 · Pion noir sur case noire a5 · Pion noir sur case noire c5 · Pion noir sur case noire e5 · Pion noir sur case noire g5 · Pion blanc sur case blanche a4 · Pion blanc sur case blanche c4 · Pion blanc sur case blanche e4 · Pion blanc sur case blanche g4 · Fou blanc sur case blanche e2 · Roi blanc sur case noire g1 | Fou noir sur case noire d8 · Roi noir sur case blanche g8 · Pion noir sur case noire a5 · Pion noir sur case noire c5 · Pion noir sur case noire e5 · Pion noir sur case noire g5 · Pion blanc sur case blanche a4 · Pion blanc sur case blanche c4 · Pion blanc sur case blanche e4 · Pion blanc sur case blanche g4 · Fou blanc sur case blanche e2 · Roi blanc sur case noire g1 | Fou noir sur case noire d8 · Roi noir sur case blanche g8 · Pion noir sur case noire a5 · Pion noir sur case noire c5 · Pion noir sur case noire e5 · Pion noir sur case noire g5 · Pion blanc sur case blanche a4 · Pion blanc sur case blanche c4 · Pion blanc sur case blanche e4 · Pion blanc sur case blanche g4 · Fou blanc sur case blanche e2 · Roi blanc sur case noire g1 | 2 |
| 1 | Fou noir sur case noire d8 · Roi noir sur case blanche g8 · Pion noir sur case noire a5 · Pion noir sur case noire c5 · Pion noir sur case noire e5 · Pion noir sur case noire g5 · Pion blanc sur case blanche a4 · Pion blanc sur case blanche c4 · Pion blanc sur case blanche e4 · Pion blanc sur case blanche g4 · Fou blanc sur case blanche e2 · Roi blanc sur case noire g1 | Fou noir sur case noire d8 · Roi noir sur case blanche g8 · Pion noir sur case noire a5 · Pion noir sur case noire c5 · Pion noir sur case noire e5 · Pion noir sur case noire g5 · Pion blanc sur case blanche a4 · Pion blanc sur case blanche c4 · Pion blanc sur case blanche e4 · Pion blanc sur case blanche g4 · Fou blanc sur case blanche e2 · Roi blanc sur case noire g1 | Fou noir sur case noire d8 · Roi noir sur case blanche g8 · Pion noir sur case noire a5 · Pion noir sur case noire c5 · Pion noir sur case noire e5 · Pion noir sur case noire g5 · Pion blanc sur case blanche a4 · Pion blanc sur case blanche c4 · Pion blanc sur case blanche e4 · Pion blanc sur case blanche g4 · Fou blanc sur case blanche e2 · Roi blanc sur case noire g1 | Fou noir sur case noire d8 · Roi noir sur case blanche g8 · Pion noir sur case noire a5 · Pion noir sur case noire c5 · Pion noir sur case noire e5 · Pion noir sur case noire g5 · Pion blanc sur case blanche a4 · Pion blanc sur case blanche c4 · Pion blanc sur case blanche e4 · Pion blanc sur case blanche g4 · Fou blanc sur case blanche e2 · Roi blanc sur case noire g1 | Fou noir sur case noire d8 · Roi noir sur case blanche g8 · Pion noir sur case noire a5 · Pion noir sur case noire c5 · Pion noir sur case noire e5 · Pion noir sur case noire g5 · Pion blanc sur case blanche a4 · Pion blanc sur case blanche c4 · Pion blanc sur case blanche e4 · Pion blanc sur case blanche g4 · Fou blanc sur case blanche e2 · Roi blanc sur case noire g1 | Fou noir sur case noire d8 · Roi noir sur case blanche g8 · Pion noir sur case noire a5 · Pion noir sur case noire c5 · Pion noir sur case noire e5 · Pion noir sur case noire g5 · Pion blanc sur case blanche a4 · Pion blanc sur case blanche c4 · Pion blanc sur case blanche e4 · Pion blanc sur case blanche g4 · Fou blanc sur case blanche e2 · Roi blanc sur case noire g1 | Fou noir sur case noire d8 · Roi noir sur case blanche g8 · Pion noir sur case noire a5 · Pion noir sur case noire c5 · Pion noir sur case noire e5 · Pion noir sur case noire g5 · Pion blanc sur case blanche a4 · Pion blanc sur case blanche c4 · Pion blanc sur case blanche e4 · Pion blanc sur case blanche g4 · Fou blanc sur case blanche e2 · Roi blanc sur case noire g1 | Fou noir sur case noire d8 · Roi noir sur case blanche g8 · Pion noir sur case noire a5 · Pion noir sur case noire c5 · Pion noir sur case noire e5 · Pion noir sur case noire g5 · Pion blanc sur case blanche a4 · Pion blanc sur case blanche c4 · Pion blanc sur case blanche e4 · Pion blanc sur case blanche g4 · Fou blanc sur case blanche e2 · Roi blanc sur case noire g1 | 1 |
|   | a | b | c | d | e | f | g | h |   |

- L'impossibilité de mater : s'il survient une position dans laquelle aucun des deux joueurs ne peut donner d'échec et mat par aucune suite de coups légaux, la partie est nulle. Cela se produit notamment dans certaines finales simplifiées telles que :
  - roi contre roi,
  - roi et fou contre roi,
  - roi et cavalier contre roi,
  - roi et fou contre roi et fou de même couleur,

mais aussi dans des positions plus complexes, comme l'illustre le diagramme.
Pour que cette règle soit applicable, il faut que l'impossibilité soit stricte, c'est-à-dire même avec le pire jeu adverse. Une finale deux cavaliers contre roi n'est donc pas considérée comme étant une impossibilité de mater, car théoriquement le mat est possible. Dans une telle position cependant, les deux joueurs consentent généralement au nul.
Il est courant de considérer les cas d'échec perpétuel, dans lesquels un joueur peut donner une série illimitée d'échecs successifs, comme des cas de nulle, mais il n'existe plus de règle internationale à ce sujet, ces cas retombant finalement dans d'autres cas plus généraux, tels que la triple répétition, la règle des cinquante coups ou la nulle par consentement mutuel.
Ces règles sont d'application dans tous les tournois de haut niveau, il est cependant possible que des tournois du niveau amateur s'en écartent quelque peu, notamment en blitz, bien que cela soit peu fréquent.

## La nulle au jeu à la pendule
|   | a | b | c | d | e | f | g | h |   |
| 8 | Roi blanc sur case blanche a8 · Cavalier blanc sur case noire a7 · Fou noir sur case blanche b7 · Roi noir sur case noire c7 | Roi blanc sur case blanche a8 · Cavalier blanc sur case noire a7 · Fou noir sur case blanche b7 · Roi noir sur case noire c7 | Roi blanc sur case blanche a8 · Cavalier blanc sur case noire a7 · Fou noir sur case blanche b7 · Roi noir sur case noire c7 | Roi blanc sur case blanche a8 · Cavalier blanc sur case noire a7 · Fou noir sur case blanche b7 · Roi noir sur case noire c7 | Roi blanc sur case blanche a8 · Cavalier blanc sur case noire a7 · Fou noir sur case blanche b7 · Roi noir sur case noire c7 | Roi blanc sur case blanche a8 · Cavalier blanc sur case noire a7 · Fou noir sur case blanche b7 · Roi noir sur case noire c7 | Roi blanc sur case blanche a8 · Cavalier blanc sur case noire a7 · Fou noir sur case blanche b7 · Roi noir sur case noire c7 | Roi blanc sur case blanche a8 · Cavalier blanc sur case noire a7 · Fou noir sur case blanche b7 · Roi noir sur case noire c7 | 8 |
| 7 | Roi blanc sur case blanche a8 · Cavalier blanc sur case noire a7 · Fou noir sur case blanche b7 · Roi noir sur case noire c7 | Roi blanc sur case blanche a8 · Cavalier blanc sur case noire a7 · Fou noir sur case blanche b7 · Roi noir sur case noire c7 | Roi blanc sur case blanche a8 · Cavalier blanc sur case noire a7 · Fou noir sur case blanche b7 · Roi noir sur case noire c7 | Roi blanc sur case blanche a8 · Cavalier blanc sur case noire a7 · Fou noir sur case blanche b7 · Roi noir sur case noire c7 | Roi blanc sur case blanche a8 · Cavalier blanc sur case noire a7 · Fou noir sur case blanche b7 · Roi noir sur case noire c7 | Roi blanc sur case blanche a8 · Cavalier blanc sur case noire a7 · Fou noir sur case blanche b7 · Roi noir sur case noire c7 | Roi blanc sur case blanche a8 · Cavalier blanc sur case noire a7 · Fou noir sur case blanche b7 · Roi noir sur case noire c7 | Roi blanc sur case blanche a8 · Cavalier blanc sur case noire a7 · Fou noir sur case blanche b7 · Roi noir sur case noire c7 | 7 |
| 6 | Roi blanc sur case blanche a8 · Cavalier blanc sur case noire a7 · Fou noir sur case blanche b7 · Roi noir sur case noire c7 | Roi blanc sur case blanche a8 · Cavalier blanc sur case noire a7 · Fou noir sur case blanche b7 · Roi noir sur case noire c7 | Roi blanc sur case blanche a8 · Cavalier blanc sur case noire a7 · Fou noir sur case blanche b7 · Roi noir sur case noire c7 | Roi blanc sur case blanche a8 · Cavalier blanc sur case noire a7 · Fou noir sur case blanche b7 · Roi noir sur case noire c7 | Roi blanc sur case blanche a8 · Cavalier blanc sur case noire a7 · Fou noir sur case blanche b7 · Roi noir sur case noire c7 | Roi blanc sur case blanche a8 · Cavalier blanc sur case noire a7 · Fou noir sur case blanche b7 · Roi noir sur case noire c7 | Roi blanc sur case blanche a8 · Cavalier blanc sur case noire a7 · Fou noir sur case blanche b7 · Roi noir sur case noire c7 | Roi blanc sur case blanche a8 · Cavalier blanc sur case noire a7 · Fou noir sur case blanche b7 · Roi noir sur case noire c7 | 6 |
| 5 | Roi blanc sur case blanche a8 · Cavalier blanc sur case noire a7 · Fou noir sur case blanche b7 · Roi noir sur case noire c7 | Roi blanc sur case blanche a8 · Cavalier blanc sur case noire a7 · Fou noir sur case blanche b7 · Roi noir sur case noire c7 | Roi blanc sur case blanche a8 · Cavalier blanc sur case noire a7 · Fou noir sur case blanche b7 · Roi noir sur case noire c7 | Roi blanc sur case blanche a8 · Cavalier blanc sur case noire a7 · Fou noir sur case blanche b7 · Roi noir sur case noire c7 | Roi blanc sur case blanche a8 · Cavalier blanc sur case noire a7 · Fou noir sur case blanche b7 · Roi noir sur case noire c7 | Roi blanc sur case blanche a8 · Cavalier blanc sur case noire a7 · Fou noir sur case blanche b7 · Roi noir sur case noire c7 | Roi blanc sur case blanche a8 · Cavalier blanc sur case noire a7 · Fou noir sur case blanche b7 · Roi noir sur case noire c7 | Roi blanc sur case blanche a8 · Cavalier blanc sur case noire a7 · Fou noir sur case blanche b7 · Roi noir sur case noire c7 | 5 |
| 4 | Roi blanc sur case blanche a8 · Cavalier blanc sur case noire a7 · Fou noir sur case blanche b7 · Roi noir sur case noire c7 | Roi blanc sur case blanche a8 · Cavalier blanc sur case noire a7 · Fou noir sur case blanche b7 · Roi noir sur case noire c7 | Roi blanc sur case blanche a8 · Cavalier blanc sur case noire a7 · Fou noir sur case blanche b7 · Roi noir sur case noire c7 | Roi blanc sur case blanche a8 · Cavalier blanc sur case noire a7 · Fou noir sur case blanche b7 · Roi noir sur case noire c7 | Roi blanc sur case blanche a8 · Cavalier blanc sur case noire a7 · Fou noir sur case blanche b7 · Roi noir sur case noire c7 | Roi blanc sur case blanche a8 · Cavalier blanc sur case noire a7 · Fou noir sur case blanche b7 · Roi noir sur case noire c7 | Roi blanc sur case blanche a8 · Cavalier blanc sur case noire a7 · Fou noir sur case blanche b7 · Roi noir sur case noire c7 | Roi blanc sur case blanche a8 · Cavalier blanc sur case noire a7 · Fou noir sur case blanche b7 · Roi noir sur case noire c7 | 4 |
| 3 | Roi blanc sur case blanche a8 · Cavalier blanc sur case noire a7 · Fou noir sur case blanche b7 · Roi noir sur case noire c7 | Roi blanc sur case blanche a8 · Cavalier blanc sur case noire a7 · Fou noir sur case blanche b7 · Roi noir sur case noire c7 | Roi blanc sur case blanche a8 · Cavalier blanc sur case noire a7 · Fou noir sur case blanche b7 · Roi noir sur case noire c7 | Roi blanc sur case blanche a8 · Cavalier blanc sur case noire a7 · Fou noir sur case blanche b7 · Roi noir sur case noire c7 | Roi blanc sur case blanche a8 · Cavalier blanc sur case noire a7 · Fou noir sur case blanche b7 · Roi noir sur case noire c7 | Roi blanc sur case blanche a8 · Cavalier blanc sur case noire a7 · Fou noir sur case blanche b7 · Roi noir sur case noire c7 | Roi blanc sur case blanche a8 · Cavalier blanc sur case noire a7 · Fou noir sur case blanche b7 · Roi noir sur case noire c7 | Roi blanc sur case blanche a8 · Cavalier blanc sur case noire a7 · Fou noir sur case blanche b7 · Roi noir sur case noire c7 | 3 |
| 2 | Roi blanc sur case blanche a8 · Cavalier blanc sur case noire a7 · Fou noir sur case blanche b7 · Roi noir sur case noire c7 | Roi blanc sur case blanche a8 · Cavalier blanc sur case noire a7 · Fou noir sur case blanche b7 · Roi noir sur case noire c7 | Roi blanc sur case blanche a8 · Cavalier blanc sur case noire a7 · Fou noir sur case blanche b7 · Roi noir sur case noire c7 | Roi blanc sur case blanche a8 · Cavalier blanc sur case noire a7 · Fou noir sur case blanche b7 · Roi noir sur case noire c7 | Roi blanc sur case blanche a8 · Cavalier blanc sur case noire a7 · Fou noir sur case blanche b7 · Roi noir sur case noire c7 | Roi blanc sur case blanche a8 · Cavalier blanc sur case noire a7 · Fou noir sur case blanche b7 · Roi noir sur case noire c7 | Roi blanc sur case blanche a8 · Cavalier blanc sur case noire a7 · Fou noir sur case blanche b7 · Roi noir sur case noire c7 | Roi blanc sur case blanche a8 · Cavalier blanc sur case noire a7 · Fou noir sur case blanche b7 · Roi noir sur case noire c7 | 2 |
| 1 | Roi blanc sur case blanche a8 · Cavalier blanc sur case noire a7 · Fou noir sur case blanche b7 · Roi noir sur case noire c7 | Roi blanc sur case blanche a8 · Cavalier blanc sur case noire a7 · Fou noir sur case blanche b7 · Roi noir sur case noire c7 | Roi blanc sur case blanche a8 · Cavalier blanc sur case noire a7 · Fou noir sur case blanche b7 · Roi noir sur case noire c7 | Roi blanc sur case blanche a8 · Cavalier blanc sur case noire a7 · Fou noir sur case blanche b7 · Roi noir sur case noire c7 | Roi blanc sur case blanche a8 · Cavalier blanc sur case noire a7 · Fou noir sur case blanche b7 · Roi noir sur case noire c7 | Roi blanc sur case blanche a8 · Cavalier blanc sur case noire a7 · Fou noir sur case blanche b7 · Roi noir sur case noire c7 | Roi blanc sur case blanche a8 · Cavalier blanc sur case noire a7 · Fou noir sur case blanche b7 · Roi noir sur case noire c7 | Roi blanc sur case blanche a8 · Cavalier blanc sur case noire a7 · Fou noir sur case blanche b7 · Roi noir sur case noire c7 | 1 |
|   | a | b | c | d | e | f | g | h |   |

Dans les parties où interviennent des contrôles de temps, il y a d'autres cas de nulle :
- quand tous les coups doivent être joués dans un temps fixe (cadence dite KO), si les deux joueurs ont dépassé la limite de temps sans que l'on sache qui a épuisé son temps le premier, alors la partie est nulle,
- les directives III des règles FIDE prévoient que si l'un des deux joueurs a moins de deux minutes à la pendule dans la dernière phase du jeu, où tous les coups doivent être réalisés dans un temps fixe, il peut réclamer la nulle s'il estime que son adversaire n'essaie pas de gagner par des moyens normaux ou qu'il n'est pas possible de gagner par des moyens normaux, les moyens normaux étant de progresser vers un mat ou un gain de matériel. En d'autres termes, on peut demander la nulle si l'adversaire essaie de gagner au temps, ou qu'il n'est possible de gagner la partie qu'au temps et pas sur l'échiquier. C'est l'arbitre qui détermine si cette requête est acceptable ou non, il peut aussi laisser reprendre le jeu en l'observant et en réservant sa décision,
- quand un joueur dépasse la limite de temps impartie et que son adversaire ne peut le mater par aucune suite de coups légaux. Dans le cas du diagramme ci-contre, les Blancs disposent d'un roi et d'un cavalier contre roi et fou. Si les Blancs perdent au temps, la partie ne sera pas nulle dans la mesure où il existe un mat possible comme le démontre la position du diagramme.

## La nulle à haut niveau de compétition
À haut niveau de compétition, il est fréquent que des parties se terminent rapidement par la nulle, parfois en moins de 20 coups ou d'une heure de jeu, on parle alors de nulle de salon. Les joueurs s'accordent ainsi du repos, au grand dam des organisateurs, des spectateurs et des autres compétiteurs. 
Plusieurs solutions ont été proposées, comme l'interdiction d'offrir la nulle avant un certain nombre de coups ou sans l'assentiment de l'arbitre, l'obligation de départager les joueurs en partie rapide après une nulle, la diminution de la valeur de la nulle dans le tournoi ou une valeur différenciée pour les Blancs et les Noirs, le départage basé sur le nombre de victoires, la sanction des joueurs dont le taux de nulle est excessif, etc., sans qu'aucune de ces méthodes ne soit satisfaisante ou communément acceptée.

## La nulle dans les études
La recherche de la nullité dans une position qui semble a priori perdante est l'un des énoncés possibles d'une étude d'échecs.